# 이경 (동주)
이경(李敬, ? ~ ?)은 중국 동주의 관리로 노자의 아버지이다. 익수씨와 혼인하여 노자를 낳았고 상어대사부(上御史大夫)를 지냈다는 것 외의 기록은 전해지지 않는다.
당 태종 시기의 승려 법림(法琳)에 의하면, 노자의 아버지 이경은 절뚝거리는 등 신체가 온전치 못했으며 귀가 어둡고 눈이 좋지 않아 나이 70이 될 동안 결혼을 하지 못했고, 이웃집 노비인 익수씨와 간통하여 노자를 얻었다고 한다.
743년, 당 현종이 노자를 성조(聖祖) 현원황제(玄元皇帝)로 추숭한 뒤 노자의 아버지 이경 역시 선천태상황(先天太上皇)으로 추숭했다.

## 기타
이경은 당의 추존 황제(Emperor)이자 동시에 추존 태상황(太上皇)이기도 하다. 그의 시호가 황제(皇帝)로 끝나지 않고 帝가 빠진 채, 皇으로 마무리 되는데 이는 온전한 "皇帝"로 추존된 자들과 차등을 둔 것이다. 다만 차등을 두었으나 "Emperor"로 추존된건 마찬가지이기 때문에 관용어로 굳어진 황제로 분류되며, 영문 번역 역시 "Congenital Emperor"로 번역된다.

## 가족
- 부친: 이씨(李氏, 불명)
- 모후: 불명
- 아내: 선천태후 익수씨
- 아들: 노자 - 대성조(大聖祖)
- 손자: 이종(李宗)